# 加加林区 (塞瓦斯托波尔)
44°36′N 33°31′E / 44.600°N 33.517°E
加加林區（俄语：Гагаринский район）是位於克里米亞半島西南岸的一個區，由塞瓦斯托波爾負責管轄，面積61.1平方公里，2011年人口121,713，人口密度每平方公里1,992.03人。